# Diógenes Domínguez
Diógenes Domínguez (1902 – ?) – piłkarz paragwajski, napastnik (prawy łącznik).
Domínguez był w kadrze narodowej podczas turnieju Copa América 1925, gdzie Paragwaj zajął ostatnie, 3. miejsce. Nie zagrał jednak w żadnym meczu.
Rok później wziął udział w turnieju Copa América 1926, gdzie Paragwaj zajął przedostatnie, 4. miejsce. Domínguez zagrał w dwóch meczach - z Argentyną i Urugwajem.
Jako piłkarz klubu Club Olimpia wziął udział w turnieju Copa América 1929, gdzie Paragwaj zdobył wicemistrzostwo Ameryki Południowej. Zagrał we wszystkich trzech meczach - z Urugwajem Argentyną i Peru. Zdobył w turnieju 3 bramki - po jednej w każdym spotkaniu - co dało mu tytuł wicekróla strzelców.
Wciąż jako gracz Olimpii był w kadrze narodowej na pierwsze mistrzostwa świata w 1930 roku, gdzie Paragwaj odpadł w fazie grupowej. Domínguez zagrał tylko w jednym meczu - ze Stanami Zjednoczonymi.